# Грбашян, Хевонд Мелконович
Хевонд Мелконович Грбашян (1914 год, Сухумский округ, Российская империя — дата смерти неизвестна) — председатель колхоза имени Шаумяна Очемчирского района Абхазской АССР, Грузинская ССР. Герой Социалистического Труда (1949).

## Биография
Родился в 1914 году в крестьянской семье в одном из сельских населённых пунктов Сухумского округа Кутаисской губернии. Со второй половины 1940-х годов — председатель колхоза имени Шаумяна Очемчирского района. В 1947 году колхоз сдал государству высокий урожай кукурузы, за что был Хевонд Грбашян был награждён в 1948 году Орденом Ленина.
В 1948 году колхоз собрал в среднем с каждого гектара по 16,8 центнеров листьев табака сорта «Самсун № 27» на участке площадью 21 гектар. Указом Президиума Верховного Совета СССР от 3 мая 1949 года «за получение высоких урожаев кукурузы и табака в 1948 году» удостоен звания Героя Социалистического Труда с вручением ордена Ленина и золотой медали «Серп и Молот».
Этим же указом званием Героя Социалистического Труда были награждены табаководы колхоза Карапет Карапетович Устян и Оганес Геворгович Минасян.
После выхода на пенсию проживал в селе Аракич.
Дата смерти не установлена.
Награды
- Герой Социалистического Труда
- Орден Ленина — дважды (21.03.1948; 1949)